# Mococa (empresa)
Mococa S/A Produtos Alimentícios é uma empresa de laticínios brasileira, sediada no município de Mococa, em São Paulo. Empresa tradicional, foi fundada em 1919.
Atualmente a Mococa está presente em todo território brasileiro e também em outros países da América Latina e da África, além dos Estados Unidos, Arábia Saudita e Japão. A marca possui uma grande variedade de produtos, como leite condensado, creme de leite, bebida láctea, leite em pó, leite de coco, coco ralado, manteiga e queijo ralado.

## História
A empresa foi fundada em 1919 por dois irmãos como uma pequena indústria de produção artesanal, atendendo ao comércio local com equipamentos manuais. Inicialmente, a produção incluía manteiga caseira, utilizando gordura do leite adquirida em fazendas por Izabel Barretto. Os dois filhos homens de Izabel, José Barreto Junior e Rui Vieira Barreto, dariam continuidade à administração da empresa.  Em 1925, a manteiga da empresa, então chamada J. Barreto e Irmão, recebeu medalha de ouro de melhor qualidade. 
A partir de 1928, além da compra de creme, a empresa passou a adquirir leite in-natura, processado na própria fábrica com o uso de uma desnatadeira. Em 1947, foi instalada uma máquina suíça pioneira para empacotamento de manteiga. No início da década de 1950, iniciou-se a fabricação de leite em pó, tornando-se a primeira indústria nacional a produzi-lo em 1951. A inauguração da nova fábrica contou com a presença do vice-presidente Café Filho.[carece de fontes?]
Em 1969, a Mococa diversificou sua produção para incluir leite em pó, leite concentrado, manteiga, leite de soja, caseinato, leite pasteurizado e creme de leite. Em 1979, iniciou a fabricação de leite condensado com tecnologia alemã e capacidade de 1.800 toneladas mensais. Em 1982, lançou uma unidade de leite longa vida pelo sistema UHT, expandindo sua distribuição no interior de São Paulo.
Em 1985, ampliou sua linha de produtos com achocolatados e misturas lácteas em pó para o programa de merenda escolar de São Paulo. Foi pioneira no uso da embalagem Tetra Brik para leite condensado. A partir dos anos 1990, diversificou sua produção com alimentos à base de cereais, implantando uma fábrica em Arceburgo para a produção de mingau de arroz, mingau de milho, farinha Láctea e achocolatados em pó.
Em 1995, alterou sua razão social de Lacticínios Mococa para um nome mais amplo, refletindo a diversificação do portfólio. Em 1999, foi adquirida pelo grupo neerlandês Royal Numico e, em 2003, vendida ao Grupo Kremon, tornando-se novamente uma empresa de capital 100% brasileiro. Em 2010, ao completar 90 anos, lançou uma linha comemorativa de produtos em edição especial.

## Mocoquinha
Em agosto de 2010, o conglomerado brasileiro Cultura Marcas fez uma parceria com a Mococa S/A para fazer a versão kids do leite, a Mocoquinha. A primeira Mocoquinha que trouxe ao mercado foi o núcleo infantil da emissora de mesmo nome, o Cocoricó.
No lançamento da Mocoquinha existia apenas o sabor de chocolate. Mais tarde, foi anunciado que ganhará a versão de chocolate branco. 